# Медведиха (Нижньогородська область)
Медведиха (рос. Медведиха) — село в Краснобаковському районі Нижньогородської області Російської Федерації.
Населення становить 13 осіб. Входить до складу муніципального утворення Зубилихинська сільрада.

## Історія
Від 2009 року входить до складу муніципального утворення Зубилихинська сільрада.

## Населення
| 2002 | 2010 |
| ---- | ---- |
| 22   | ↘13  |